# Dienis Zubko
Dienis Iwanowicz Zubko (ros. Денис Иванович Зубко, ur. 7 listopada 1974 w Pietrozawodsku) – rosyjski piłkarz grający na pozycji napastnika. W swojej karierze rozegrał 4 mecze w reprezentacji Rosji.

## Kariera klubowa
Swoją karierę piłkarską Zubko rozpoczął w 1981 roku w klubie Olimpija Pietrozawodsk. W 1986 roku podjął treningi w DYuSSh-7 Pietrozawodsk, a w 1991 roku został zawodnikiem Spartaka Pietrozawodsk i wtedy też zadebiutował w nim. W 1992 roku przeszedł do klubu Smiena-Saturn Petersburg. W sezonie 1992 wywalczył z nim awans z Wtorej Dywizji do Pierwszej Dywizji. W sezonie 1993/1994 był wypożyczony do szwajcarskiego drugoligowca, FC Baden.
W 1995 roku Zubko przeszedł ze Smieny-Saturna do Zenitu Petersburg. W sezonie 1995 awansował z nim do Priemjer-Ligi. W 1997 roku odszedł z Zenitu do Rotoru Wołgograd. W sezonie 1997 wywalczył z Rotorem wicemistrzostwo Rosji. W sezonie 2004 spadł z Rotorem do Pierwszej Dywizji.
W 2005 roku Zubko przeszedł do Urału Jekaterynburg. W 2007 roku grał w Tereku Grozny, z którym awansował do Priemjer-Ligi. Z kolei w 2008 roku był piłkarzem Kubania Krasnodar, z którym także wywalczył awans do Priemjer-Ligi. W 2009 roku występował w kazachskim FK Atyrau, z którym zdobył Puchar Kazachstanu. W 2010 roku grał w Urale Jekaterynburg, w sezonie 2011/2012 w Rotorze Wołgograd, a w sezonie 2012/2013 w Eniergiji Wołżski, w której zakończył karierę.
| Sezon   | Klub                     | Kraj       | Rozgrywki             | Mecze | Gole |
| ------- | ------------------------ | ---------- | --------------------- | ----- | ---- |
| 1991    | Spartak Pietrozawodsk    | ZSRR       | Wtoraja Nizszaja Liga | 32    | 4    |
| 1992    | Smiena-Saturn Petersburg | Rosja      | Wtoroj diwizion       | 35    | 6    |
| 1993    | Smiena-Saturn Petersburg | Rosja      | Pierwyj diwizion      | 17    | 3    |
| 1993/94 | FC Baden                 | Szwajcaria | Nationalliga B        | 17    | 5    |
| 1994    | Smiena-Saturn Petersburg | Rosja      | Pierwyj diwizion      | 19    | 6    |
| 1995    | Zenit Petersburg         | Rosja      | Pierwyj diwizion      | 21    | 4    |
| 1996    | Zenit Petersburg         | Rosja      | Priemjer-Liga         | 28    | 7    |
| 1997    | Rotor Wołgograd          | Rosja      | Priemjer-Liga         | 34    | 4    |
| 1998    | Rotor Wołgograd          | Rosja      | Priemjer-Liga         | 30    | 5    |
| 1999    | Rotor Wołgograd          | Rosja      | Priemjer-Liga         | 36    | 0    |
| 2000    | Rotor Wołgograd          | Rosja      | Priemjer-Liga         | 21    | 4    |
| 2001    | Rotor Wołgograd          | Rosja      | Priemjer-Liga         | 14    | 3    |
| 2002    | Rotor Wołgograd          | Rosja      | Priemjer-Liga         | 25    | 2    |
| 2003    | Rotor Wołgograd          | Rosja      | Priemjer-Liga         | 20    | 3    |
| 2004    | Rotor Wołgograd          | Rosja      | Priemjer-Liga         | 22    | 1    |
| 2005    | Urał Jekaterynburg       | Rosja      | Pierwyj diwizion      | 34    | 4    |
| 2006    | Urał Jekaterynburg       | Rosja      | Pierwyj diwizion      | 30    | 4    |
| 2007    | Terek Grozny             | Rosja      | Pierwyj diwizion      | 36    | 8    |
| 2008    | Kubań Krasnodar          | Rosja      | Pierwyj diwizion      | 42    | 18   |
| 2009    | FK Atyrau                | Kazachstan | Priemjer-Liga         | 25    | 9    |
| 2010    | Urał Jekaterynburg       | Rosja      | Pierwyj diwizion      | 22    | 3    |
| 2011/12 | Rotor Wołgograd          | Rosja      | Wtoroj diwizion       | 31    | 7    |
| 2012/13 | Eniergija Wołżski        | Rosja      | Wtoroj diwizion       | 21    | 2    |

## Kariera reprezentacyjna
W reprezentacji Rosji Zubko zadebiutował 30 kwietnia 1997 roku w wygranym 3:0 meczu eliminacji do MŚ 1998 z Luksemburgiem, rozegranym w Moskwie. Od 1997 do 1998 roku rozegrał w kadrze narodowej 4 mecze.